# Zbigniew Kowalczyk (duchowny)
Zbigniew Bogusław Kowalczyk (ur. 5 maja 1952 w Goleszowie) – polski duchowny luterański, kapelan wojskowy.

## Życiorys
Ukończył studia na Wydziale Teologicznym Chrześcijańskiej Akademii Teologicznej w Warszawie. W dniu 26 lutego 1978 został ordynowany na duchownego. W latach 80. XX wieku związany był z opozycją demokratyczną. W 1983 został administratorem parafii w Lasowicach Wielkich. Następnie w latach 1989–2002 był proboszczem parafii w Rybniku  oraz jednocześnie do 1995 także proboszczem parafii w Czerwionce-Leszczynach. W 1995 został powołany na kapelana w Ewangelickim Duszpasterstwie Wojskowym jako kapelan Krakowskiego Okręgu Wojskowego w stopniu kapitana. Następnie w stopniu podpułkownika pełnił funkcje dziekana Rodzaju Sił Zbrojnych Wojsk Lądowych. Na emeryturę przeszedł w 2012. W 2014 został awansowany na pułkownika.

## Wybrane odznaczenia
- Krzyż Kawalerski Orderu Odrodzenia Polski (2012)[1]
- Medal „Pro Patria” (2011)[1]
- Medal „Pro Memoria” (2007)[1]
- Złoty Medal „Za zasługi dla obronności kraju” (2008)[1]
- Srebrny Medal „Za zasługi dla obronności kraju” (2002)
- Brązowy Medal „Za zasługi dla obronności kraju” (1999)[1]
- Brązowy Medal „Siły zbrojne w służbie ojczyzny”(2000)
- Odznaka Za Zasługi Związku Kombatantów Rzeczypospolitej Polskiej i Byłych Więźniów Politycznych (1998)